# Theridion fastosum
Theridion fastosum är en spindelart som beskrevs av Eugen von Keyserling 1884. Theridion fastosum ingår i släktet Theridion och familjen klotspindlar. Inga underarter finns listade i Catalogue of Life.